# Udomiteljstvo
Udomiteljstvo je organizirani oblik zaštite djece bez roditeljske skrbi u obliku povjeravanja drugoj, posebno odabranoj, motiviranoj i pripremljenoj obitelji na skrb i odgoj, uz novčanu naknadu. Uobičajeni naziv za ove obitelji je - udomiteljska obitelj. 
Smještaj u udomiteljsku obitelj ne znači prekid prirodnog obiteljskog kontinuiteta, jer je krajnji cilj ovog oblika zaštite postići mogućnost da se dijete nakon kraćeg ili duljeg vremena vrati u svoju prirodnu obitelj. Suvremena praksa socijalnog rada poznaje nekoliko oblika obiteljskog smještaja, koji uvelike ovise o potrebama djeteta i mogućnostima društvene zajednice. Posvojanje se razlikuje od skrbništva ili udomiteljstva, s obzirom na to da ima trajni karakter. Posvojena osoba je formalno-pravno posvojiteljevo dijete te stječe nasljedna i druga prava, odnosno odgovarajuće obaveze, a posvojitelji sva prava i obveze koje proizilaze iz roditeljstva.
Smještaj djeteta obično se dogovara preko vlade ili agencije za socijalnu skrb. Ustanova ili udomitelj dobiva naknadu za troškove. U nekim državama, rođaci ili "srodnički" skrbnici djece, koja su štićenici države dobivaju novčanu naknadu. Obiteljsko udomiteljstvo općenito ima prednost pred drugim oblicima izvanobiteljske skrbi. Udomiteljstvo je zamišljeno kao kratkoročno rješenje do trajnog smještaja.
Država, preko obiteljskog suda i agencije za zaštitu djece, stoji „in loco parentis” (kao roditelj) prema maloljetniku i donosi sve pravne odluke, dok je udomitelj odgovoran za svakodnevnu brigu o maloljetniku.
Većina djece ide u udomiteljsku skrb zbog zanemarivanja. Udomiteljstvo je povezano s nizom negativnih ishoda u usporedbi s općom populacijom. Djeca u udomiteljskoj skrbi imaju visoku stopu lošeg zdravstvenog stanja, osobito psihijatrijskih stanja kao što su: anksioznost, depresija i poremećaji prehrane. Jedna trećina udomljene djece u jednoj američkoj studiji prijavila je zlostavljanje od strane udomitelja ili druge odrasle osobe u udomiteljskom domu. Gotovo polovica udomljene djece u SAD-u postaju beskućnici kad navrše 18 godina, a stopa siromaštva tri puta je veća među studentima koji su bili udomljeni, nego u općoj populaciji.[nedostaje izvor]